# Bevinahalli, Krishnarajanagara
Bevinahalli là một làng thuộc tehsil Krishnarajanagara, huyện Mysore, bang Karnataka, Ấn Độ.